# Траматца
Траматца (итал. Tramatza) је насеље у Италији у округу Ористано, региону Сардинија.
Према процени из 2011. у насељу је живело 968 становника. Насеље се налази на надморској висини од 26 м.

## Становништво
Према резултатима пописа становништва 2011. у општини је живело 997 становника.
| 1931. | 1936. | 1951. | 1961. | 1971. | 1981. | 1991. | 2001. | 2011. |
| ----- | ----- | ----- | ----- | ----- | ----- | ----- | ----- | ----- |
| 797   | 884   | 1.010 | 1.002 | 907   | 974   | 1.005 | 998   | 997   |